# Château de Thuré
Pour les articles homonymes, voir Thuré.
Le château de Thuré est un édifice situé à La Bazouge-des-Alleux dans le département français de la Mayenne, à 1 500 m au nord-est du bourg.

## Désignation
- Tuiré, apud Montorterium, 1235[1] ;
- La dame de Turé, 1407[2] ;
- Dominus de Thuré, 1561[3]
- Turé, château, chapelle fondée, étang, moulin[4] ;
- Thuré, château, étang, moulin[5].

## Histoire

### Féodalité
Fief mouvant de Montsûrs, sous le devoir d'une paire d'éperons dorés. Quoiqu'on lui conteste même la haute justice en 1460, aux assises du comté du Maine, il est certain que le seigneur, titré fondateur de la paroisse, exerçait les droits de châtelain, nommant des notaires de sa cour de 1400 à 1464, en 1558 ou encore au XVIIIe siècle. Au chartrier du château, un beau sceau aux armes de Feschal, XVe siècle, porte cette légende facile à compléter : [S]ceau des Co[ntrats de la cour de Thuré]. Pour racheter le droit d'usage dans sa forêt de Bourgon, le seigneur de Bourgon concéda à celui de Thuré 94 arpents qui furent nommés le triage de Thuré. Une partie de la forêt d'Alloué appartenait aussi au domaine, avec la basse justice rachetée du comte de Laval.
Carré de la Chevronnière était devenu propriétaire de la seigneurie de Thuré et de ses annexes, par contrat de bail à rente, le 20 août 1778. 
La seigneurie de Monceaux et le fief volant du Boisgat furent encore unis à Thuré, dont le domaine comprenait en 1778 : les landes de Thuré, du Ligneul, de la Vannerie, du Bourgneuf, des Boullais, de la Rosselle ; les métairies de la rainière, de la Bardoulière, de l'Oisillère, de l'Eturie, de la Courtillerie, de la Rocoulière, les closeries de la Malherbière, du Genetay et de la Maison-Neuve.

### Le château
Après la guerre de Cent-Ans, qui avait sans doute dévasté le château, 1458, on rebâtit les étables, une cuisine couverte de genêts, on refait les huis et fenêtres, on fait blanchir et carreler la chambre. Une cheminée demande 7 semaines de travail. Il ne resta rien de cet édifice. Le château actuel, qui n'est pas antérieur à 1500, se compose de deux parties distinctes, presque du même âge ; leur ensemble présente un grand développement, des angles, des retraits multiples, une tourelle en encorbellement, une tour à l'angle du principal corps, et comme seul ornements deux jolies lucarnes de bon style renaissance, mais qui sont là isolées, ne reliant par aucune sculpture aux fenêtres et portes inférieures. Une grande pièce, ayant la hauteur de deux étages, avec tribune, servit, dit-on de prêche protestant. Il n'y a plus trace du pont-levis ni des fossés signalés en 1670.

### La chapelle
La chapelle du XVIIe siècle, fort simple est dans la cour, en avant du château, dédié à saint Sébastien. S'y desservirent : la chapelle de Burdé et celle de la Genderie. On en demanda la conservation en l'an XIII, mais pour la livrer à des usages profanes. M. Daudier la fit bénir de nouveau le 13 novembre 1853.

### La Révolution française
Le 28 mai 1790 à cinq heures du soir, sur l'avis qu'une bande armée se portait sur le château de Thuré pour le piller, la municipalité et la milice bourgeoise de Martigné partent contre les brigands, les atteignent, leur font déposer les armes à la troisième sommation, avec promesse de payer le grain qu'ils avaient enlevé. Le fils de la concierge du château le jeune Huneau fut tué inhumainement par les révolutionnaires. C'est dans les bois de Thuré que se retirait un brigand, ancien domestique à La Bazouge-des-Alleux, qui se faisait appeler Tranche-Montagne.

## Les seigneurs de Thuré
- Guillaume de Thuré assoit sur la terre du Ligneul la rente promise à l'Abbaye de Fontaine-Daniel par son père pour sa sépulture dans l'abbaye, 1235.

### Famille de Feschal

Armes des Feschal : Vairé et contrevairé d'argent et d'azur, chargé d'une croix étroite de gueules.

- Jean de Feschal, mari de Jeanne de Thuré, d'après René de Quatrebarbes, 1270, 1272 ;
- Louis de Feschal, mari de Jeanne Auvé, dame de Marboué, 1340 ;
- Jean de Feschal, 1384 ;
- Marguerite de Vaiges, sa veuve, 1398 ;
- Jean de Feschal, mari de  Jeanne de Brée, 1417 ;
- Jean de Feschal, rend aveu à Montsûrs, 1452, épouse Marie du Bouchet, de la Haie de Torcé, est exécuteur de Guyon du Bouchet, 1478 ;
- René de Feschal, 1490, 1499, mari de Jeanne Cornilleau, dame de Valleray en Saint-Ouën-des-Toits, veuve, 1506 ;
- Jean de Feschal, fils puîné du précédent, succéda à ses deux frères aînés : Guyon, dont la veuve  Louise de Bouillé, épousa François d'Orenge, 1501 ;
- Claude de Feschal, mort après 1540. Il épousa Catherine de la Roussière, et veuf, partagea ses enfants le 15 septembre 1547. Ses trois fils sont dits successivement seigneurs de Thuré : Charles, 1551 ; Louis, 1558, 1565, aussi seigneur de la Motte d'Aron ; c'est lui peut-être qui fut protestant ; il acheta le fief des Monceaux de l'infirmier d'Évron, 1561 ;
- Jean de Feschal, mari de Catherine Augier, chevalier de l'ordre du roi, 1580 ; il légua à l'hôpital de Laval 100 écus que paya sa veuve en 1589 ;

- Brandelis de Champagne, marquis de Villaines, épouse le 25 novembre 1558, à Saint-Ouën-des-Vallons, Anne de Feschal, qui veuve, convole vers 1620 avec  Urbain de Bouillé, et meurt à Thuré en 1652, trois avant son second mari ;
- Hubert de Champagné, 1652 ; la terre était saisie en 1670 sur lui ;
- François Le Clerc du Boisjousse, par acquisition sur le précédent, pour 40 000 livres, en 1682, 1703 ;
- Jean Le Clerc des Emereaux, premier président au présidial d'Angers, 1705, 1729 ;
- Pierre-Jacques-Louis-Auguste Ferron, marquis de la Ferronays, épousa le 14 décembre 1722, Françoise-Renée Le Clerc des Emereaux, mort en 1753[9]. ;
- Pierre-Jacques-François-Louis-Auguste Ferron de la Ferronays, après avoir fait toutes les campagnes de 1742 à 1748, leva en 1749 un régiment de dragons, fut gouverneur de Dole, après le comte de Vercel, son beau-père, 1754, et commanda son régiment de 1755 à 1760 ;
- Louis-Gabriel Carré de la Chevronnière, contrôleur des guerres, mari de Louise-Perrine Picard-Dugrez, acheta le 20 août 1778, et revendit le 1er février 1792 à Louise Turpin, veuve de Jean-Baptiste Piquois. Joseph ou Joso, Piquois fit à Thuré des essais originaux qu'infructueux d'élevage du cheval et du mouton.
- Anselme Marie Legouis, acquéreur (1804)
- le comte Michel Ordener et Marie-Françoise-Pauline Legouis, son épouse (1829) ;
- Jean-Marie Perdrigeon, acquéreur (1833) ;
- Daniel-Louis Daudier, acquéreur à titre d'échange (1847) ;
- Jules-Marie Daudier, militaire ;
- Louis du Pontavice des Renardières (1875-1942), achète le domaine à Jules-Marie Daudier en 1902.